# 五浦温泉
五浦温泉（いつうらおんせん、いづらおんせん）は茨城県北茨城市大津町にある温泉。

## 泉質
- ナトリウム-カルシウム・塩化物泉
  - 源泉温度
    - 76.8℃（本館）
    - 71℃（別館）

## 温泉街
五浦観光ホテル一軒のみ存在する。地名は「五浦（いづら）」と読むが、ホテル名は「五浦（いつうら）観光ホテル」である。

## アクセス
- 鉄道：常磐線大津港駅からタクシーで5分
- 車：国道6号より大津港方面に入る